# 가시꽃 (영화)
"가시꽃"은 2013년에 개봉한 대한민국의 영화이다.

## 캐스팅
- 남연우 : 성공 역
- 양조아 : 장미 역
- 홍정호 : 규상 역
- 강기둥 : 세운 역
- 김희성 : 형우 역
- 서연경 : 유리 역
- 손상규 : 민우 역
- 조아라 : 나희 역
- 임성균 : 기석 역
- 이병길 : 대중 역
- 김정영 : 회자 역
- 사티시 : 횡 역
- 김미란 : 소영 역
- 정재영 : 두환 역
- 나혜진 : 선미 역
- 한명수 : 이담 역
- 김보경 : 하연 역
- 황희 : 영호 역
- 안성민 : 인석 역
- 김영우 : 장일 역
- 박유미 : 민영 역
- 이철민 : 김백춘 역